# 切洛佩奇市鎮

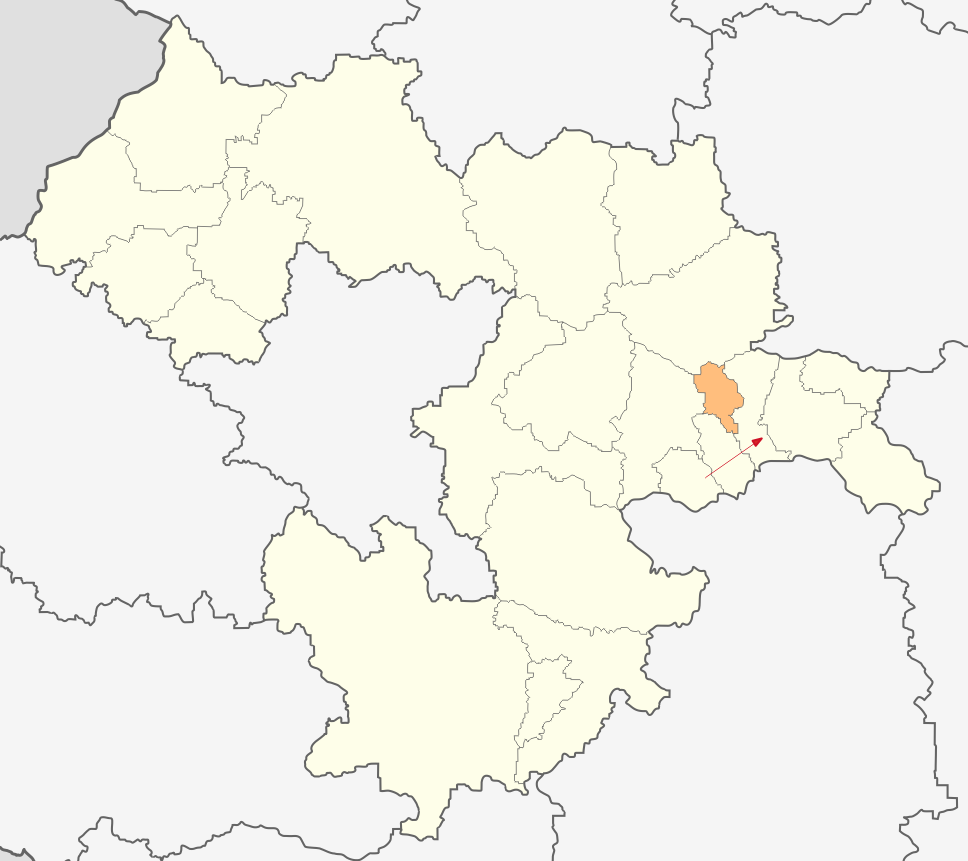

切洛佩奇市鎮，是保加利亞西部索菲亞州的市鎮，行政中心为切洛佩奇，面積44.39平方公里，2011年人口1,473，人口密度每平方公里33.2人。